# Brutal Doom
Brutal Doom — пользовательская модификация (.PK3) для шутера от первого лица Doom, созданная бразильским разработчиком Маркосом Абенанте, более известным как Sergeant Mark IV. Модификация, выстроенная на базе версии ZDoom, добавляет в игру множество геймплейных элементов и графических эффектов, делая уничтожение врагов более кровавым и зрелищным. Хотя самая первая версия модификации была выпущена в 2010 году, на протяжении последующих лет разработчик продолжал совершенствовать и дополнять Brutal Doom — в ней появилась даже собственная сюжетная кампания; «функционально окончательная» версия Brutal Doom была выпущена лишь в 2019 году. Модификация дважды — в 2012 и 2017 годах — удостаивалась звания «Мод года» от сайта Mod DB; она также стала одним из первых лауреатов награды Cacowards.

## Геймплей

Геймплей Brutal Doom

Как и в оригинальной Doom 1993 года — изначально жестокой и кровавой игре для своего времени — в Brutal Doom игрок управляет морским пехотинцем-«Думгаем», который сражается с полчищами демонов, сначала на Марсе, потом в Аду. Brutal Doom включает множество графических эффектов, делающих уничтожение врагов ещё более кровавым и зрелищным. Модификация, в частности, заметно увеличивает количество выливающейся из демонов крови — она забрызгивает стены, остаётся пятнами и лужами на полу и предметах; при некоторых условиях можно провести анимированные добивания противников в духе серии Mortal Kombat, например, вырвав врагу позвоночник. Для самого игрового персонажа тоже предусмотрены кровавые анимации смерти. Модификация учитывает точные попадания в разные части тела — это позволяет, например, убивать демонов метким попаданием в голову. В Brutal Doom возможны стелс-убийства. В число графических эффектов Brutal Doom входит улучшенная анимация взрывов, системы частиц, симуляция жидкостей.
Помимо графических эффектов, Brutal Doom вносит изменения и в геймплей. Враги в Brutal Doom быстрее, агрессивнее и опаснее, чем в оригинальной игре — впрочем, и игрок их может убить гораздо быстрее. Из-за повышенной сложности Brutal Doom плохо сочетается с популярными «мясорубочными» пользовательскими уровнями, где игрок противостоит огромному количеству демонов на тесных аренах. Поведение оружия и снарядов при стрельбе чуть более реалистично, чем в оригинале; взрывы могут поранить и игрового персонажа, если он, например, стоит близко к стене. Оружие стреляет быстрее; оно требует перезарядки и часто имеет альтернативные режимы стрельбы. Brutal Doom добавляет в игру новое оружие — как, например, пистолет-пулемёт MP 40 с секретных уровней про нацистов, огнемёт, гранатомёт или рельсотрон — и перерабатывает старое: например, вместо старого пулемёта в игре присутствует «миниган» — отдача при стрельбе из него постоянно подбрасывает ствол вверх. Одним из примечательных видов оружия в игре стал Развоплотитель (англ. Unmaker) — исключительно мощный пулемёт, использующий в качестве патронов души врагов определённых типов; чтобы восстановить его боезапас, игрок должен искать и убивать именно таких врагов. Хотя Развоплотитель ранее появлялся в игре Doom 64, его изображение в Brutal Doom скорее основано на описании из «Библии Doom» — раннего дизайн-документа Doom 1993 года.
По мере развития мода в нём появились эффекты, имитирующие ragdoll-физику; возможность стрелять с двух рук; управляемые ИИ дружественные персонажи; режим кооперативной игры вместе с другими игроками. В 2016 году в Brutal Doom была добавлена собственная сюжетная кампания — набор карт под названием Hell on Earth Starter Pack. В течение кампании, состоящей из тридцати уровней, игрок последовательно посещает марсианскую базу, захваченный демонами Лос-Анджелес и Преисподнюю; в ней есть и два секретных уровня в духе Wolfenstein 3D, на которых игрок сражается с нацистами. На некоторых уровнях на стороне игрока действуют дружественные морские пехотинцы и даже танк.

## Разработка
Бразильский разработчик Маркос Aбенанте, работающий под псевдонимом Sergeant_Mark_IV или SGtMarkIV, на протяжении многих лет делал модификации для компьютерных игр; он, в частности, увлекался созданием карт для Warcraft III, причём делал в том числе необычные карты на тему войны в Персидском заливе или Третьей мировой войны. Абенанте замышлял для Doom и Doom II грандиозную модификацию под названием ArmageDoom — её действие должно было происходить после финала Doom II и изображать войну человечества с демонами на опустошённой вторжением Земле. В планы Абенанте входили десятки новых врагов и видов оружия, транспортные средства, которыми можно было бы управлять, и многое другое. Абенанте довёл этот проект до бета-версии и забросил, реализовав лишь малую часть задуманного.
В процессе разработки ArmageDoom Абенанте пытался ввести в геймплей Doom снайперскую винтовку. Такое оружие не слишком вписывалось в игру — в Doom большинство сражений проходит на малой и средней дистанции, не оставляя возможностей для тщательного прицеливания; кроме того, нужно было разработать усовершенствованную систему обнаружения столкновений, чтобы попадания в разные части тела противника — например, в голову — приносили разный урон. В оригинальной Doom реализовано простое сканирование попаданий — при нажатии кнопки выстрела игра проводит прямую линию в том направлении, куда смотрит игрок, и проверяет, не пересекла ли она условный прямоугольник-хитбокс, в котором находится спрайт противника. Абенанте разделил спрайт каждого противника на три раздельных хитбокса для головы, туловища и ног, и прописал разные анимации и варианты поведения для случаев, когда попадание в ту или иную или иную часть фигуры убило противника на месте или только ранило.
Параллельно Абенанте придумывал для Doom новую систему изображения крови. Он реализовывал ArmageDoom на базе версии ZDoom — для неё уже существовало несколько модификаций, связанных с кровью и насилием, как Nashgore и Ultragore. Движок Doom не позволял размещать «декали» — текстуры, например, с изображением брызг крови — на полах и потолках; Абенанте придумал, как обойти это ограничение, вводя в игру трёхмерные объекты с нужным изображением. На стыке этих двух систем — возможности прицельно попадать врагам в ту или иную часть тела и живописно «забрызгивать» стены кровью — и родилась модификация Brutal Doom. В последующих версиях модификации система «забрызгивания» стала ещё сложнее: Абенанте смог наносить декали крови на декоративные объекты, представленные в игре двухмерными спрайтами — например, деревья или бочки. Для имитации расчленения врагов Абенанте использовал функцию A_TossGib из игры Heretic — эта часто используемая в других модификациях функция создаёт объекты, изображающие части тел, и разбрасывает их в случайных направлениях. Абенанте значительно доработал A_TossGib — в Brutal Doom части тел, брызги крови, частицы пламени и дыма представляют собой «снаряды» с определённой тяжестью, способные отскакивать от стен и взаимодействовать с окружением.
Разработчик отмечал, что ему для своей «кровавой» модификации всерьёз пришлось изучать человеческую анатомию — какое количество крови должно быть выброшено при той или иной травме. В ранних версиях модификации лужи крови были абсурдно большими и густыми, и первые трейлеры модификации делали упор именно на количестве крови и «казнях» врагов. Позже Абенанте пересмотрел размеры и вид пятен крови, стремясь добиться большей реалистичности и отвечая на критику и замечания игроков. В целом, по мере развития Brutal Doom насилие в нём стало менее преувеличенным и карикатурным — по мнению разработчика, в ранних версиях, где выстрел в голову врага-зомби заливал красным всю комнату, оно было «безвкусным, чрезмерным и быстро надоедало». Абенанте считал своим долгом искать золотую середину между «мультяшным» насилием и реалистичным изображением ужасов войны.
В 2016 году, после выхода новой части Doom, Абенанте добавил в Brutal Doom оружие, появившееся в этой игре — в частности, «супердробовик» — и возможность носить сразу два таких оружия и одновременно стрелять из них с двух рук. В июле 2019 года Абенанте объявил версию 21 модификации «функционально окончательной» — он больше не намеревался добавлять в модификацию какой-либо новый контент, в дальнейшем намереваясь только исправлять найденные баги.
В 2024 году, SGtMarkIV выпустил новую версию Brutal Doom v22 Beta Test 3. В ней добавлены новые спрайты оружия, новые классы, добавлены карты для режима Horde Mode, сделан ребаланс геймплея. В планах также есть оптимизация модификации на картах с большим количеством монстров (например, серия wadов Nuts.wad).

### Модификации
Для Brutal Doom появились и свои модификации, разработанные другими энтузиастами — например, наборы музыки или альтернативный HUD-интерфейс. Созданная на базе Brutal Doom модификация Ketchup «открепила» систему брызг крови от остального контента Brutal Doom, сделав возможным использовать её отдельно или вместе с другими модификациями. Модификация Brutal Doom Monster Only «отделяет» брутализированных врагов из Brutal Doom для совместимости с оружейными модами. Ещё одна модификация Project Brutality, используя Brutal Doom как основу, надстраивает над ней собственный контент и функции с новым оружием, врагами, использованием высокотехнологичной брони и системой прогрессии, при которой по мере прохождения игрок находит более эффективные версии оружия и сталкивается с более опасными вариантами уже знакомых врагов. Модификация The 555 Project призвана объединить Brutal Doom и другую популярную модификацию Guncaster, включающую в себя прокачку в духе компьютерных ролевых игр и магические заклинания.

### Связанные проекты
Параллельно с Brutal Doom Абенанте разработал и Brutal Doom 64 — модификацию, основанную на Doom 64; эта модификация также содержала большое количество крови, но также восстанавливала врагов и оружие, вырезанное из оригинальной Doom 64; некоторые элементы из Doom 64 — например, пулемёт «Развоплотитель» — были внесены как в Brutal Doom 64, так и собственно в Brutal Doom. В 2020 году Абенанте анонсировал собственную игру под названием Brutal Fate — основанный на движке GZDoom ретро-шутер, в котором игроку также пришлось бы противостоять демонам и культистам на Каллисто, спутнике Юпитера.
В 2024 году вышла Brutal Voxel Doom — модификация, объединяющая некоторые элементы Brutal Doom с Voxel Doom, заменяющей двумерные спрайты демонов и предметов на воксельные модели. В числе адаптированных элементов из Brutal Doom — фирменная жестокость, хэдшоты, вариации врагов и дополнения в ИИ.

## Приём
По выражению Омри Петита из PC Gamer, «Brutal Doom добавляет к вёдрам крови, дымящимся кишкам и ультранасилию Doom то, чего там крайне недоставало: ещё больше вёдер крови, дымящихся кишок и ультранасилия». Ян Кузовлев из «Игромании» описывал Brutal Doom в восторженных тонах — как «невыносимо жестокий и брутальный Doom», дающий возможность «размазать нечисть по стенке голыми руками»; его особых похвал удостоилось изображение насилия — «все как в лучших лабораториях Марса!».
Доминик Тарасон в статье для сайта Rock, Paper, Shotgun отметил, что Brutal Doom достигла такой популярности, что породила своё собственное сообщество создателей модификаций; по мнению Тарасона, Brutal Doom можно бы называть и самостоятельной игрой — эволюционным ответвлением жанра. Андраш Нельц из Kotaku утверждал, что Brutal Doom «приближается к статусу одного из величайших модов». Роберт Зак из TechRadar назвал модификацию «самым современным и впечатляющим модом для Doom на сегодняшний день». По словам Криса Планте из Polygon, имитация ragdoll-физики в Brutal Doom одновременно «тошнотворная» и «смешная до колик».
Жестокость модификации вызывала и негативные реакции среди игроков и в сообществе создателей модификаций — в популярных веб-сообществах, посвящённых Doom, появлялись даже публичные призывы заблокировать или как минимум объявить Абенанте персоной нон грата. Джон Ромеро, один из основателей id Software и создателей Doom, был знаком с модификацией и в 2013 году шутливо заявлял, что если бы id Software в своё время выпустила не Doom, а Brutal Doom, то «порвала бы игровую индустрию». Ромеро позже уточнял, что этот отзыв не был положительным: «Brutal Doom — это не та игра, какой мы задумывали Doom; выпустить Doom в таком виде было бы безумием».
Игру Doom 2016 года обозреватели часто сравнивали с вышедшей ранее Brutal Doom, иногда даже предполагая, что игра id Software заимствовала именно из популярной модификации определённые элементы — например, зрелищные «казни» врагов. Разработчики, впрочем, не подтверждали прямого заимствования: исполнительный продюсер студии Марти Стрэттон, комментируя сходство между игрой и модификацией, отмечал, что Doom 2016 года находилась в разработке очень долго, насилие — обязательный элемент серии Doom, так что неудивительно, что разработчики Doom 2016 и Brutal Doom прошли «схожими путями».
В 2011 году Brutal Doom получила премию Cacoward в номинации «Лучший геймплейный мод», став одним из первых её лауреатов. Brutal Doom удостаивалась звания «Мод года» от Mod DB дважды — в 2012 году по версии редакторов сайта и ещё раз в 2017 году по итогам пользовательского голосования.